# Bulbophyllum kupense
Bulbophyllum kupense é uma espécie de orquídea (família Orchidaceae) pertencente ao gênero Bulbophyllum. Foi descrita por Phillip James Cribb em 2004.